# Klaus Richter (Politiker, 1947)
Klaus Richter (*  1947 in Elsterwerda) ist ein deutscher Politiker. Er war von 2002 bis 2010 Landrat des  südbrandenburgischen Landkreises Elbe-Elster.

## Leben
Der im Elsterwerdaer Ortsteil Kraupa lebende sozialdemokratische Politiker Klaus Richter war vor seiner Wahl zum Landrat bereits acht Jahre als Erster Beigeordneter des Landkreises Elbe-Elster tätig. 
Bei der  Wahl zum 5. Landtag in Brandenburg am 27. September 2009 trat Richter im Landtagswahlkreis Elbe-Elster II als sozialdemokratischer Kandidat an und unterlag hier der christdemokratischen Kandidatin Anja Heinrich, welche somit direkt in den brandenburgischen Landtag einzog.
Altersbedingt musste Klaus Richter schließlich im Februar 2010 aus dem Amt scheiden. Im selben Jahr gab er auch den Vorsitz im SPD-Unterbezirk Elbe-Elster ab, dessen Vorsitzender er seit 1993 mit kurzen Unterbrechungen war. Für seine Verdienste wurde Klaus Richter zum Ehrenvorsitzenden ernannt.
Politisch aktiv ist er gegenwärtig im „Ausschuss für Sozialwesen, Familienangelegenheiten, Bildung, Kultur, Sport und Jugendfragen“ der Stadt Elsterwerda tätig. Außerdem ist er Mitglied des Fördervereins Besucherbergwerk F60 e.V.